# Юшка
Ю́шка (також юха́), суп, діал. зу́па — заправна перша страва, суп м'ясний, картопляний, рибний і таке інше. Юшкою називають також овочеві, бобові або круп'яні супи, заправлені картоплею, локшиною чи галушками.

## Етимологія назви
Слово «юшка» є зменшувальною формою від слова «юха».
За часів СРСР поширилося слово «суп» через російську мову, звідки те потрапило з французької soupe у значенні рідкої страви (юшки) «рибна юха», а також біл. «вуха», серб. «јуха», словен. «juha» («суп») і чеськ. «jicha» («соус»). Праслов'янську форму відновлюють як «*uxa, *juxa», що виводиться до пра-і.е. «*yeue-» («одвар», «рідка їжа») і вважається спорідненою з прусськ. «juse» («суп з м'ясом»), лат. «ius» («бульйон», «сік», звідси також і фр. «jus» і англ. «juice»), санскр. «yus» («бульйон»).

## Історія

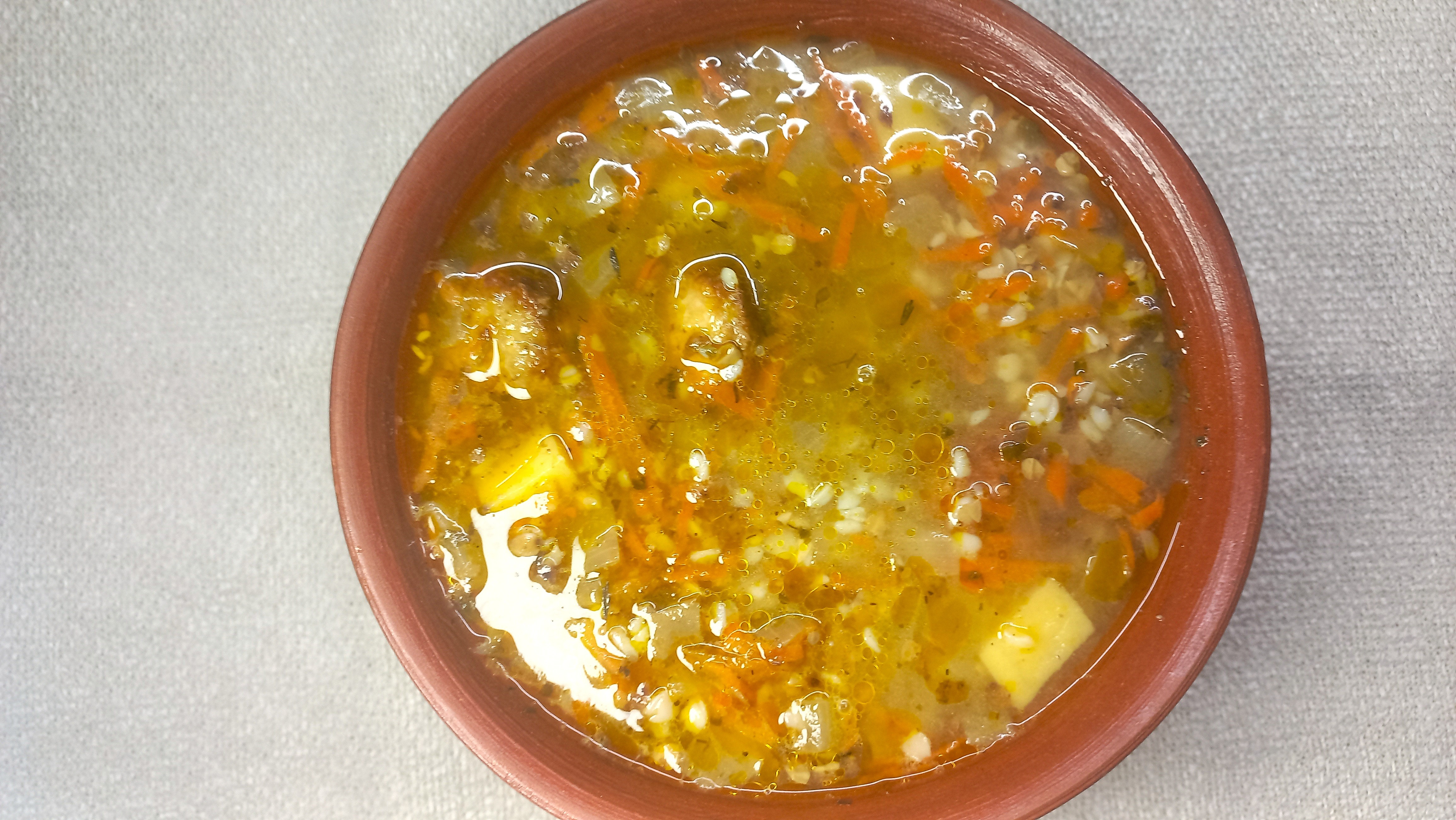
Юшка гречана

Уже в XI ст. були поширені різні м'ясні і рибні відвари, відомі під назвою «юха», яку згодом почали називати «юшкою». «Юшкою» в середньовіччі називали всяку рідку страву, виготовлену і з овочів, і з фруктів, і з бобових, і з круп, і з риби чи м'яса. «Юху», що згодом почала називатися «юшкою», готували як будь-який відвар з додаванням інших продуктів — гороху, крупів тощо.
В українській мові слово «юшка» (рідка страва) існувало аж до XX ст., коли було витіснене терміном «суп». До початку XX ст. слово юшка/юха позначало будь-який суп чи бульйон. І ще десятиліття йшла боротьба проти іноземної назви звичної страви доти, поки у XX ст. слово «суп» поширилось у побуті за всіма рідкими стравами, крім борщу й капусняку. І лише за стравою з риби усталилася стародавня назва — «юшка».
Таку ж назву мали овочеві й квасоляно-горохові супи. Супи, заправлені крупами, називалися, нарівні з крупниками, юшками з крупою. Найпопулярнішою була юшка з курятини з локшиною. На Середньому Подніпров'ї вона обов'язково входила до складу урочистих трапез. У наші дні ця назва залишилася переважно за відваром із риби чи грибів, за рештою ж варіантів дедалі активніше закріплюється назва суп.